# Enoplognatha abrupta
Enoplognatha abrupta är en spindelart som först beskrevs av Karsch 1879.  Enoplognatha abrupta ingår i släktet Enoplognatha och familjen klotspindlar. Inga underarter finns listade i Catalogue of Life.